# Гватми, Джазмон
Джазмон Гватми (англ. Jazmon Gwathmey; род. 24 января 1993 года в Бейлтоне, Виргиния, США) — американская и пуэрто-риканская профессиональная баскетболистка, игравшая в женской национальной баскетбольной ассоциации. Была выбрана на драфте ВНБА 2016 года во втором раунде под общим четырнадцатым номером клубом «Миннесота Линкс». Играет на позиции атакующего защитника. В настоящее время выступает в чемпионате Италии за команду «Бракко ГЭАС Баскет».

## Ранние годы
Джазмон родилась 24 января 1993 года в городе Бейлтон (штат Виргиния) в семье Уильяма Гватми и Айрис Кампос, а училась она там же в средней школе Либерти, в которой выступала за местную баскетбольную команду.